# Alonormatividade
Alonormatividade é o conceito de que todos os seres humanos experimentam atração sexual e atração romântica. É a força que sustenta a sexualidade compulsória, os sistemas sociais e estruturas que privilegiam ou incentivam relacionamentos sexuais em detrimento de indivíduos solteiros.
O termo pode ser considerado uma expansão da heteronormatividade, a ideia de que a heterossexualidade heterorromântica é a sexualidade padrão ou normativa. O termo é frequentemente usado ao discutir a patologização, apagamento e desumanização de indivíduos assexuais e arromânticos na sociedade, mídia e nos discursos acadêmicos. Ela pode ser considerada a combinação de sexonormatividade e amatonormatividade, ou um termo guarda-chuva para ambos os conceitos.

## Etimologia
A alonormatividade foi derivada de alossexual, que, por sua vez, foi derivada do prefixo grego allo-, que significa "diferente" ou "outro", e -sexual, ou seja, atração direcionada a um alvo fora de si mesmo. O segundo elemento, -normatividade, refere-se à visão de mundo societária que considera a alossexualidade alorromântica como normal ou desejada.

## Efeitos
A alonormatividade, por sua definição, nega a existência da identidade assexual ou arromântica em seres humanos. Assim, crescer em uma sociedade alonormativa pode levar indivíduos assexuais a se sentirem quebrados ou isolados antes ou mesmo depois de descobrirem a assexualidade. Porque a alonormatividade apresenta a assexualidade como desviante, ela também contribui para a medicalização e discriminação contra assexuais.